# Kill This Love
Kill This Love è il terzo EP del girl group sudcoreano Blackpink, pubblicato il 5 aprile 2019 dalla YG e Interscope.

## Antefatti
Nel febbraio 2019, Yang Hyun-suk, l'AD della YG Entertainment, ha annunciato che le Blackpink sarebbero tornante sulle scene musicali nel mese marzo. Tra il 31 marzo e il 1º aprile, sono state diffuse le prime foto promozionali sui social network. Il disco fa da seguito all'EP del 2018 Square Up.

## Promozione
Il singolo apripista del disco è stato Kill This Love, ed è stato pubblicato il 4 aprile 2019, come unico estratto. Il brano è stato accompagnato da un videoclip, diretto dal regista Seo Hyun-seung, che è stato reso disponibile lo stesso giorno attraverso il canale YouTube del gruppo. Al momento della pubblicazione, il video musicale ha battuto il record del maggior numero di visualizzazioni in 24 ore, accumulando 56,7 milioni di visualizzazioni. Inoltre, è diventato il video più veloce a raggiungere 100 milioni di visualizzazioni su YouTube, in circa 2 giorni e 14 ore, battendo il record stabilito dal cantante coreano Psy con Gentleman nel 2013. Commercialmente, il singolo ha raggiunto le classifiche in 27 paesi. Ha debuttato alla 2ª posizione della Circle Chart. Negli Stati Uniti, la canzone ha debuttato alla 41ª posizione della Billboard Hot 100.
Il 26 luglio è stato annunciato che il gruppo avrebbe pubblicato una versione giapponese del disco, inizialmente previsto per l'11 settembre 2019, è stato rinviato al 16 ottobre dello stesso anno.

## Accoglienza
| Recensione    | Giudizio |
| ------------- | -------- |
| Consequence   | B        |
| NME           |          |
| Pitchfork     | 6.2/10   |
| Rolling Stone |          |

Kill This Love è stato accolto con recensioni generalmente positive da parte della critica. Su Metacritic, sito che assegna un punteggio normalizzato su 100 in base a critiche selezionate, l'album ha ottenuto un punteggio medio di 69 basato su quattro critiche.
Laura Dzubay di Consequence ha detto che l'album «funziona come un affondo più nitido, più serrato e ancora più tosto nelle stesse idee dell'album dell'anno scorso». Ha anche notato gli «stili di produzione equilibrati, combinati con il talento dei cantanti per l'elasticità vocale».
Jeff Bejamin per Rolling Stone, ha scritto che «ci sarà tempo per le Blackpink di sperimentare, idealmente in un progetto a lunghezza intera. Fino ad allora, le donne stanno approfondendo il loro marchio di K-pop per una fanbase in rapida crescita, indipendente dalla lingua e con impazienza ogni nuova feroce caduta di beat». Michelle Kim di Pitchfork ha dato una recensione mista, definendo la produzione dell'album «stranamente datata, come se fosse stata realizzata all'inizio del decennio e poi dimenticata in una capsula del tempo per cinque anni». Rhian Daly del NME ha affermato che l'album «mette in mostra una band che ha certamente talento ma forse non è ancora pronta per il prossimo arco ascendente nella corsa in cui si trovano attualmente».

## Riconoscimenti
Ai Mnet Asian Music Award e ai Circle Chart Music Award del 2019, il disco è stato candidato nella categoria Album dell'anno.

### Riconoscimenti di fine anno
- 9º — Paper[16]

## Tracce
Versione coreana
1. Kill This Love – 3:13 (Teddy, R. Tee, Bekuh BOOM)
2. Don't Know What to Do – 3:22 (Teddy, 24, Brian Lee, Bekuh BOOM)
3. Kick It – 3:12 (Teddy, Danny Chung, Taeo, 24)
4. Hope Not (아니길?) – 3:12 (Teddy, Masta Wu, Seo Won-jin, Lydia Paek)
5. Ddu-Du Ddu-Du (remix) – 3:22 (Teddy, 24, R. Tee, Bekuh BOOM)

Tracce della versione giapponese
1. Kill This Love (versione giapponese) – 3:13 (Teddy, R. Tee, 24, Bekuh BOOM)
2. Don't Know What to Do (versione giapponese) – 3:22 (Teddy, 24, Brian Lee, Bekuh BOOM)
3. Kick It (versione giapponese) – 3:12 (Teddy, Danny Chung, 24)
4. Hope Not (versione giapponese) – 3:12 (Teddy, Lydia Paek)
5. Ddu-Du Ddu-Du (remix; versione giapponese) – 3:22 (Teddy 24 R. Tee Bekuh BOOM)
6. Kill This Love (versione coreana) – 3:13 (Teddy, R. Tee, Calabasas Sound, Bekuh BOOM)
7. Don't Know What to Do (versione coreana) – 3:22 (Teddy, 24, Brian Lee Bekuh BOOM)
8. Kick It (versione coreana) – 3:12 (Teddy, Danny Chung, Taeo, 24)
9. Hope Not (아니길?; versione coreana) – 3:12 (Teddy, Masta Wu, Seo Won-jin, Lydia Paek)
10. Ddu-Du Ddu-Du (remix; versione coreana) – 3:22 (Teddy, 24, R. Tee, Bekuh BOOM)

## Formazione
- Jisoo – voce
- Jennie – voce
- Rosé – voce
- Lisa – voce

## Successo commerciale
Negli Stati Uniti d'America Kill This Love ha esordito alla 24ª posizione della Billboard 200 con 19 200 unità equivalenti, di cui 9 100 sono vendite pure. In territorio sudcoreano, l'EP ha esordito alla 3ª posizione della Circle Chart. Nella classifica giapponese delle vendite fisiche e digitali ha invece raggiunto il 17º posto con 3 054 esemplari.

## Classifiche

### Classifiche settimanali
| Classifica (2019-20) | Posizione massima |
| -------------------- | ----------------- |
| Canada               | 8                 |
| Corea del Sud        | 3                 |
| Irlanda              | 52                |
| Nuova Zelanda        | 10                |
| Regno Unito          | 40                |
| Spagna               | 30                |
| Stati Uniti          | 24                |
| Svezia               | 23                |
| Ungheria             | 31                |

### Classifiche di fine anno
| Classifica (2019) | Posizione |
| ----------------- | --------- |
| Corea del Sud     | 17        |
| Classifica (2020) | Posizione |
| Corea del Sud     | 85        |
| Classifica (2021) | Posizione |
| Corea del Sud     | 89        |

## Date di pubblicazione
| Paese         | Data di pubblicazione | Formato/i                        | Versione   | Etichetta      | Note   |
| ------------- | --------------------- | -------------------------------- | ---------- | -------------- | ------ |
| Mondo         | 5 aprile 2019         | Download digitale, streaming     | Coreana    | YG, Interscope | [ 28 ] |
| Corea del Sud | 23 aprile 2019        | CD                               | Coreana    | YG             | [ 29 ] |
| Giappone      | 26 aprile 2019        | CD                               | Coreana    | YG             | [ 30 ] |
| Giappone      | 16 ottobre 2019       | CD, download digitale, streaming | Giapponese | Interscope     | [ 31 ] |